# امامزاده ابراهیم و قاسم
امامزاده قاسم و ابراهیم از فرزندان امام موسی کاظم بوده‌اند و آرامگاه آنان در ۷ کیلومتری جادهٔ آستارا به سمت تالش و در روستای کانرود از توابع بخش لوندویل واقع شده‌است. قرار گرفتن در کنار شبستان، کاروان سرا، بازار از ویژگیهای خاص آرامگاه این امامزادها می‌باشد. هر ساله هزاران زائر برای زیارت و پرداخت نزورات به آنجا می‌روند.

این آرامگاه از سال ۱۳۸۵ با همکاری سازمان اوقاف و کمکهای مردمی در حال بازسازی می‌باشد.